# جيمي هانسون
جيمي هانسون (10 نوفمبر 1995 في المملكة المتحدة - ) (بالإنجليزية: Jamie Hanson)‏ هو لاعب كرة قدم بريطاني في مركز الوسط. شارك مع منتخب إنجلترا تحت 20 سنة لكرة القدم. أما مع النوادي، فقد لعب مع ديربي كاونتي وويغان أتلتيك.

## وصلات خارجية
- جيمي هانسون على موقع قاعدة بيانات كرة القدم.إي يو (الإنجليزية)
- جيمي هانسون على موقع Soccerbase.com (لاعب) (الإنجليزية)
- جيمي هانسون على موقع عالم كرة القدم.نت (الإنجليزية)